# لوكاس ميزينغا
لوكاس ميزينغا (بالبرتغالية: Lucas Mezenga‏) (20 أكتوبر 2001 في ريو دي جانيرو في البرازيل - ) هو لاعب كرة قدم برازيلي في مركز الدفاع في نادي العروبة الإماراتي.

## وصلات خارجية
- لوكاس ميزينغا على موقع قاعدة بيانات كرة القدم.إي يو (الإنجليزية)